# 科尔顿 (南达科他州)
科尔顿（英語：Colton），是美国南达科他州下属的一座城市。根据2010年美国人口普查，该市有人口697人。论人口在本州排行第89。